# Anubis manillarum
Anubis manillarum är en skalbaggsart som först beskrevs av Louis Alexandre Auguste Chevrolat 1838.  Anubis manillarum ingår i släktet Anubis och familjen långhorningar.
Artens utbredningsområde är Filippinerna. Inga underarter finns listade i Catalogue of Life.